# Christoph Jakob Trew
Christoph Jakob Trew (tyska namnet ursprungligen Treu), född 26 april 1695 i Lauf an der Pegnitz, död 18 juli 1769 i Nürnberg, var en tysk läkare och botaniker.
Trew blev medicine doktor 1716, praktiserande läkare i Nürnberg och slutligen arkiater. Han utgav flera större, illustrerade, botaniska verk, bland de förnämligare under 1700-talet, såsom Plantæ selectæ (1750–1773, med 100 kolorerade tavlor av Georgius Dionysius Ehret, desamma, med vilka Carl von Linné beklädde väggarna i sin sängkammare på Linnés Hammarby) samt Hortus nitidissimus... floribus (1750-86, med 180 kolorerade tavlor). År 1727 blev han ledamot av Leopoldina och 1746 Fellow of the Royal Society. 
Auktorsnamnet Trew kan användas för Christoph Jakob Trew i samband med ett vetenskapligt namn inom botaniken; se Wikipediaartiklar som länkar till auktorsnamnet.